# Поляков, Антон Эдуардович
Антон Эдуардович Поляков (укр. Антон Едуардович Поляков; 11 ноября 1987, Чернигов — 8 октября 2021, Киев) — украинский политик, предприниматель, общественный деятель.
Народный депутат Украины IX созыва (избирательный округ № 206, часть Новозаводского района города Чернигова, Репкинский, Черниговский районы), беспартийный.

## Биография
Родился 11 ноября 1987 года в Чернигове в многодетной семье. Имел двух братьев и сестру.
В 2004 году окончил Черниговский коллегиум № 11.
Проходил срочную службу во внутренних войсках МВД Украины (город Одесса).
В 2010 году зарегистрировал торговую марку «Підрахуй» (с укр. — «Подсчитай») (магазин, специализирующийся на продаже напольных покрытий), позже открыл магазин LaminateExpert.
В 2020 году окончил Киевский университет рыночных отношений (специальность «Право»).

### Общественная деятельность
Возглавлял общественную организацию «Украинский центр противодействия преступности и коррупции», был участником Черниговского молодёжного городского совета. Вместе с общественными активистами был идеологом и создателем Черниговского Молодёжного Бизнес Клуба. Цель клуба — распространение предпринимательства среди молодёжи.
Являлся постоянным опекуном Прилуцкого областного дома ребёнка «Надежда».

### Политическая деятельность
Кандидат в народные депутаты от партии «Слуга народа» на парламентских выборах 2019 года (избирательный округ № 206, часть Новозаводского района города Чернигова, Репкинский, Черниговский районы). На время выборов: физическое лицо-предприниматель, проживает в Чернигове. Беспартийный.
Член Комитета Верховной Рады по вопросам антикоррупционной политики, председатель подкомитета по вопросам соблюдения антикоррупционного законодательства в сфере реформирования оборонно-промышленного комплекса.
За время депутатской деятельности инициировал почти 100 законопроектов. Более 100 раз выступал с трибуны Верховной Рады.
Является противником открытия рынка земли в Украине, закон об открытии рынка земли не поддержал.
16 декабря 2019 подал заявление о выходе из партии «Слуга народа». В партии «Слуга народа» подвергся травле за отказ от голосования законов о снятии моратория на повышение тарифов и открытия рынка земли. Комментируя эту ситуацию отметил, что голосование о его исключении не набрало нужного количества голосов (90 голосов «За» при необходимых 125), а также отметил, что присягал на верность украинскому народу, а не лидерам каких-то политических сил.
30 июня 2020 года вступил в депутатскую группу «За майбутнє». Во время местных выборов 2020 года объявил о желании баллотироваться на должность городского головы Чернигова от партии «За майбутнє».
Являлся абсолютным рекордсменом по количеству поданных правок к одному законопроекту — 2571-Д «О внесении изменений в некоторые законодательные акты Украины относительно усовершенствования некоторых механизмов регулирования банковской деятельности». Поляков подал к законопроекту более 6 тысяч правок.
Поляков уточнил, что в предложенном законопроекте понятие частной собственности практически сводятся к нулю. НБУ, согласно ему, получает безграничные полномочия в отношениях с гражданами. Почти все его правки ориентированы на исправление ограничений, защиту права на частную собственность и поддержку банковской сферы. А самое главное — разрушение новой «рейдерской схемы», которую пытаются сейчас узаконить.

### Смерть
Перед смертью Антон Поляков выпивал в ресторане с Русланом Джамбулатовым, помощником нардепа Анны Скороход, который посадил его в такси, там Антон умер от острой коронарной недостаточности, острой ишемической болезни сердца 8 октября 2021 года в Киеве. В крови умершего обнаружили алкоголь и метадон. Депутат Верховной Рады Анна Скороход заявила, что Антона Полякова убили. Версию о предумышленном убийстве Антона Полякова поддержал украинский журналист Анатолий Шарий, в частности, обратив внимание на странгуляционную борозду, которую обнаружили на шее депутата. Ранее судмедэксперты объясняли полосы на шее следами от цепочки, которые могли появиться, когда Полякова вытаскивали из машины.

## Личная жизнь
Бывшая жена — Галина Владимировна Полякова.
Дочери — Златослава и Ева.
В 2021 году проживал с депутатом Анной Скороход.